# Sint-Columbakerk (Santa Coloma)

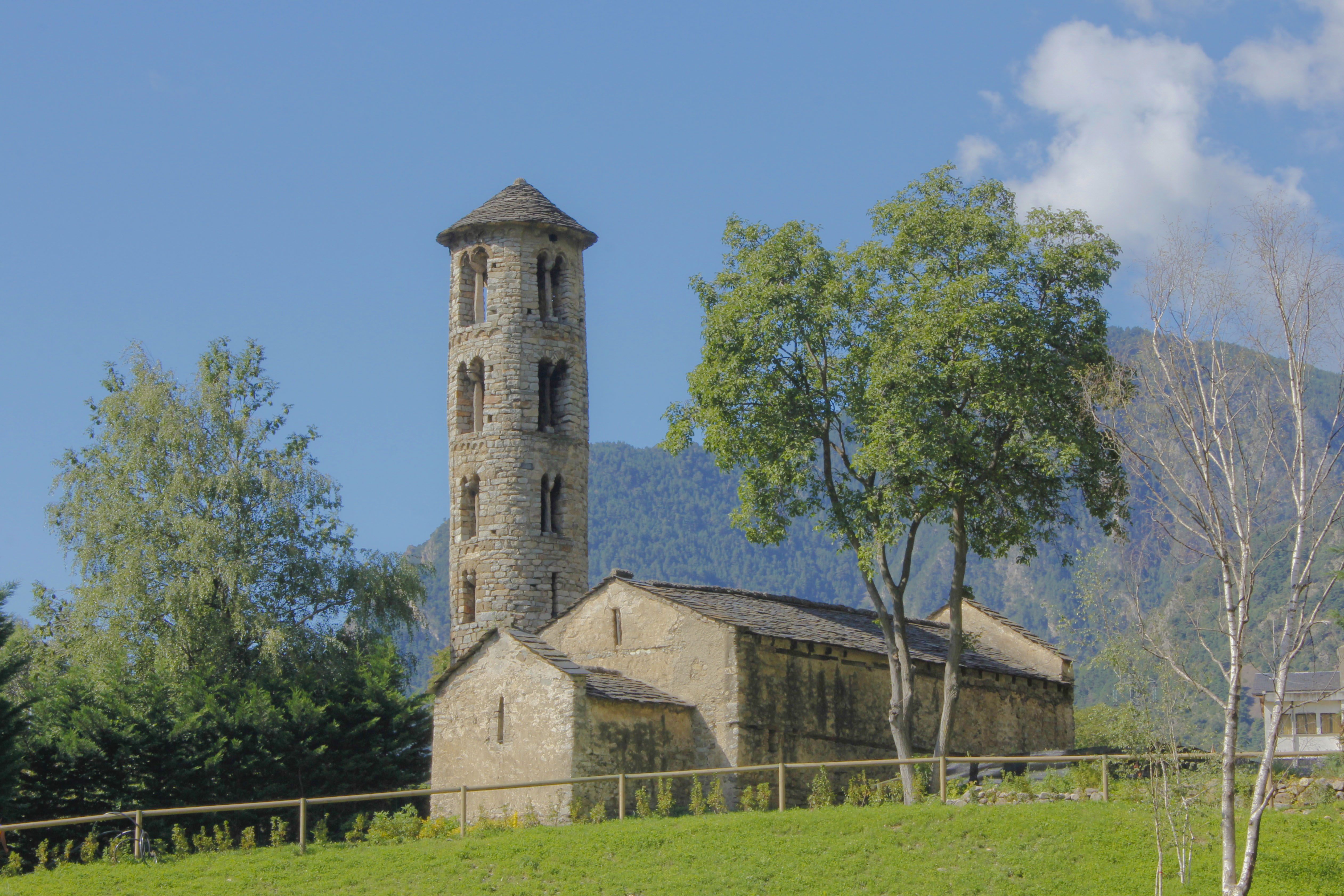
Sint-Columbakerk

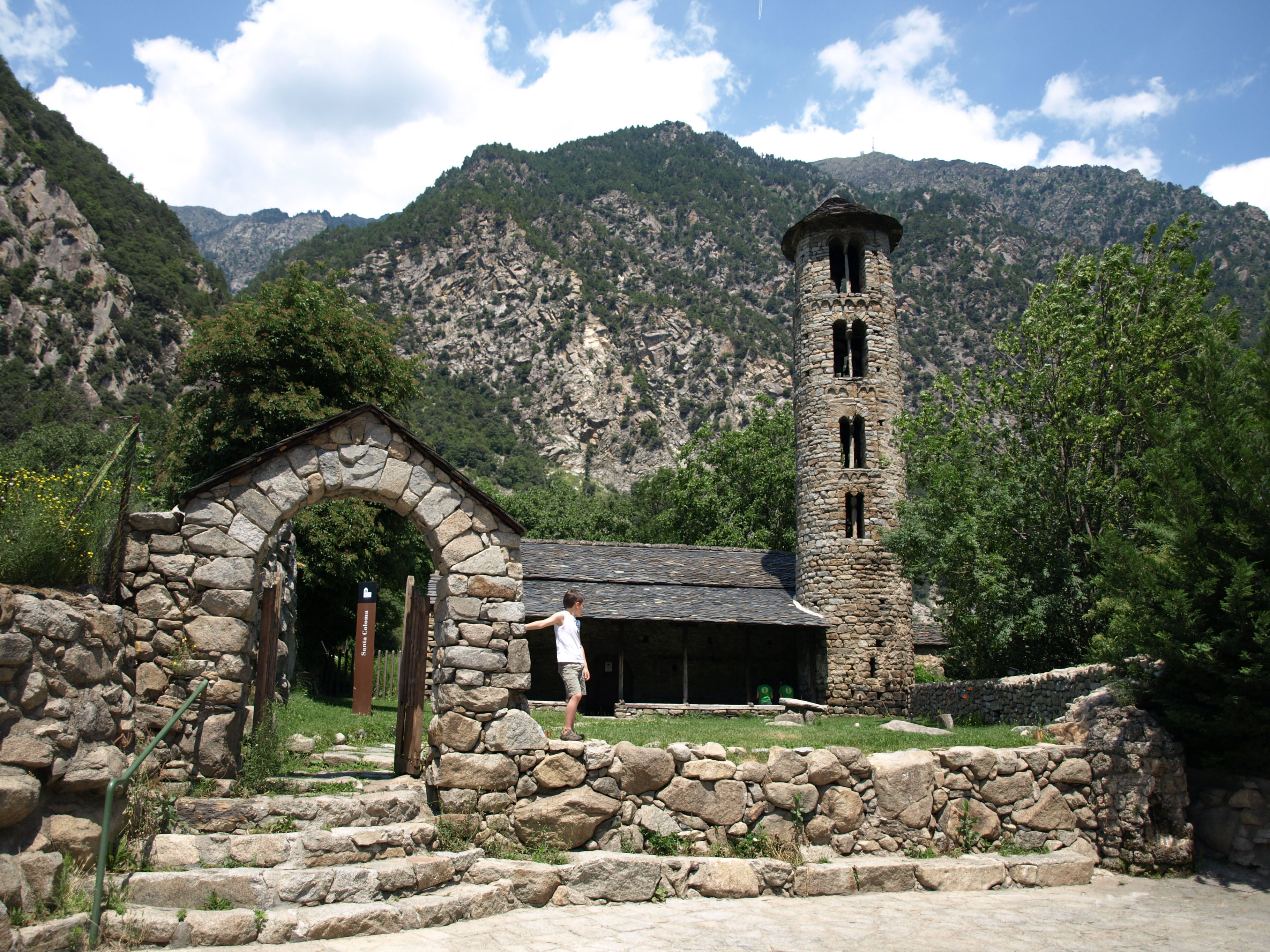
Sint-Columbakerk

De Sint-Columbakerk is een kerkgebouw in Santa Coloma in de parochie Andorra la Vella in Andorra. De kerk staat geregistreerd als monument als onderdeel van het cultureel erfgoed van Andorra.
De kerk is opgetrokken in preromaanse en romaanse stijl.

## Geschiedenis
In de 9e-12e eeuw werd de kerk gebouwd.
Casa de la Vall · Pont de la Margineda · Roc d'Enclar · Sint-Andreaskerk · Sint-Columbakerk · Sint-Stefanuskerk